# Крістіна Педроче
Крістіна Педроче (ісп. Cristina Pedroche, 30 жовтня 1988, Мадрид, Іспанія) — іспанська телеведуча та акторка.

## Біографія
Народилася 30 жовтня 1988 року в мадридському районі Ентревіас.
В 2010 році стала ведучою іспанського гумористичного шоу Sé lo que hicisteis (Я знаю, що ви зробили), в якому в основному показувалися пародії на інші іспанські телевізійні передачі. Згодом вона була ведучою багатьох програм схожого формату та реаліті-шоу.

## Особисте життя
З 25 жовтня 2015 одружена з актором ісп. Dabiz Muñoz